# 斯蒂格-安德烈·贝格
斯蒂格-安德烈·贝格（挪威語：Stig-André Berge，1983年7月20日—），挪威男子摔跤运动员。他曾代表挪威参加2008年、2012年和2016年夏季奥林匹克运动会摔跤比赛，其中2016年奥运会获得一枚铜牌。